# Gunni
Gunni är en kortform av det fornnordiska kvinnonamnet Gunhild som är sammansatt av orden gunnr och hild som båda betyder strid. Det äldsta belägget i Sverige är från år 1884.
Alternativa stavningar av namnet är Gunnie och Gunny.
Den 31 december 2014 fanns det totalt 1 713 kvinnor folkbokförda i Sverige med namnet Gunni, Gunnie eller Gunny, varav 1 019 bar det som tilltalsnamn.
Namnsdag: saknas (1986-1992: 24 mars, 1993-2000: 26 juni)

## Personer med namnet Gunni/Gunnie/Gunny
- Gunny Widell, svensk journalist